# DPY19L2
DPY19L2‏ (Dpy-19 like 2) هوَ بروتين يُشَفر بواسطة جين DPY19L2 في الإنسان.